# Donmar Warehouse
La Donmar Warehouse è un teatro sito nel quartiere di Covent Garden a Londra, inaugurato nel 1977.

## Storia del teatro
Il produttore teatrale Donald Albery fondò la casa produttrice Donmar Productions nel 1953; il nome Donmar viene dalle prime tre lettere del nome di Albery seguite dalle prime tre lettere del secondo nome della moglie, Margaret. Nel 1961 Albery acquistò l'edificio in cui ora sorge il teatro - un magazzino (in inglese "warehouse") costruito negli anni 1870 - e il figlio Ian Albery convertì lo spazio in una sala prove. Nel 1977 la Royal Shakespeare Company (RSC) comprò il teatro e lo ribattezzò "Warehouse", rendendolo ideale per ospitare produzioni minimaliste in un clima più intimo. Il nuovo teatro si rivelò da subito un ottimo acquisto per la RSC, che mise in scena al Warehouse alcuni acclamatissimi allestimenti già nella stagione inaugurale 1977-1978, tra cui una celebre messa in scena di Macbeth diretto da Trevor Nunn e con Ian McKellen e Judi Dench nei ruoli dei protagonisti. Un altro grande successo arrivò tre anni dopo con la prima di Educating Rita con Julie Walters.
Nel 1990 Roger Wingate acquistò il teatro e, dopo averlo restaurato interamente, lo riaprì al pubblico nel 1992, con Sam Mendes come direttore artistico. Mendes restò al timone per un decennio, fino al 2002, ed inaugurò la sua direzione artistica con la prima britannica del musical di Stephen Sondheim Assassins. Oltre a curare la direzione del teatro, Mendes diresse personalmente diversi allestimenti, tra cui acclamati allestimenti dei musical Cabaret con Alan Cumming (1993; poi messo in scena anche a Broadway, dove vinse il Tony Award al miglior revival di un musical) e Company con Adrian Lester (1995), oltre ai classici Lo zoo di vetro, Zio Vania e La dodicesima notte. Durante il periodo della direzione artistica di Mendes anche altri registi teatrali si cimentarono nel dirigere opere di prosa e musical alla Donmar, tra cui Matthew Warchus (True West), Katie Mitchell (Finale di partita) e Michael Grandage (Merrily We Roll Along).
Nel 2002 Grandage succese a Mendes come direttore artistico della Donmar e nominò Douglas Hodge (sostituito da Rob Ashford nel 2007) e Jamie Lloyd registi associati del teatro. Sotto la guida di Grandge, la Donmar Warehouse si aprì maggiormente ad opere teatrali straniere, solitamente ri-tradotte o riadattate per l'occasione, a cui il direttore artistico dedicò un'intera stagione che comprendeva L'anitra selvatica, Fedra, Morte accidentale di un anarchico e I creditori di August Strindberg. Si intensificò anche la messa in scena di musical teatrali, tra cui si ricordano acclamati revival di Guys and Dolls con Jane Krakowski (2005), Piaf (2009) e Passion (2010). La crescente reputazione del teatro ha attirato anche grandi nomi di Hollywood desiderosi di calcare le scene londinesi, tra cui Nicole Kidman (The Blue Room, 1998), Gwyneth Paltrow (La prova, 2002), Ewan McGregor (Guys and Dolls, 2005), Rachel Weisz (Un tram che di chiama desiderio, 2009) e Jude Law (Anna Christie, 2011). Diverse nuove produzioni o revival di classici messi in scena alla Donmar hanno goduto anche di grandi successi in successivi allestimenti in scena nel West End e Broadway: nel 2009, per esempio, la pièce di John Logan Red esordì alla Donmar con un giovanissimo Eddie Redmayne nel cast e la produzione vinse il Tony Award alla migliore opera teatrale quando giunse a Broadway nella stagione successiva.
Dal 2012 al 2019 Josie Rourke ha rimpiazzato Grandage come direttrice artistica del teatro e nel suo periodo da regista ha allestito successi di critica e pubblico come Coriolano con Tom Hiddleston e Hadley Fraser (2013) e Les Liaisons Dangereuses con Janet McTeer e Dominic West (2015). Tra il settembre ed il dicembre 2016 il teatro aprì una succursale temporanea vicino alla stazione di King's Cross per ospitare la trilogia teatrale shakespeariana diretta da Phyllida Lloyd con un cast tutto al femminile e che comprendeva Giulio Cesare, Enrico IV e La tempesta.
Nel marzo 2019 Michael Longhurst subentra a Rourke come direttore artistico del teatro, mantenendo la carica fino al marzo 2024. Nonostante le difficoltà causate dalle restrizioni imposte per contrastare la pandemia di Covid-19, inclusa la chiusura dei teatri, Longhurst ha proseguito con la tradizione di portare in scena opere teatrali di successo con attori di alto profilo, come Kit Harington in Enrico V (2022), Joe Locke in The Trials (2022) e David Tennant e Cush Jumbo in Macbeth (2023). Inoltre nel periodo della sua direzione il teatro ha ospitato le prime britanniche di due musical che avevano vinto rispettivamente il Tony Award al miglior musical e il Premio Pulitzer per la drammaturgia a Broadway: The Band's Visit (2022) e Next to Normal (2023).